# Costume au XVIIIe siècle

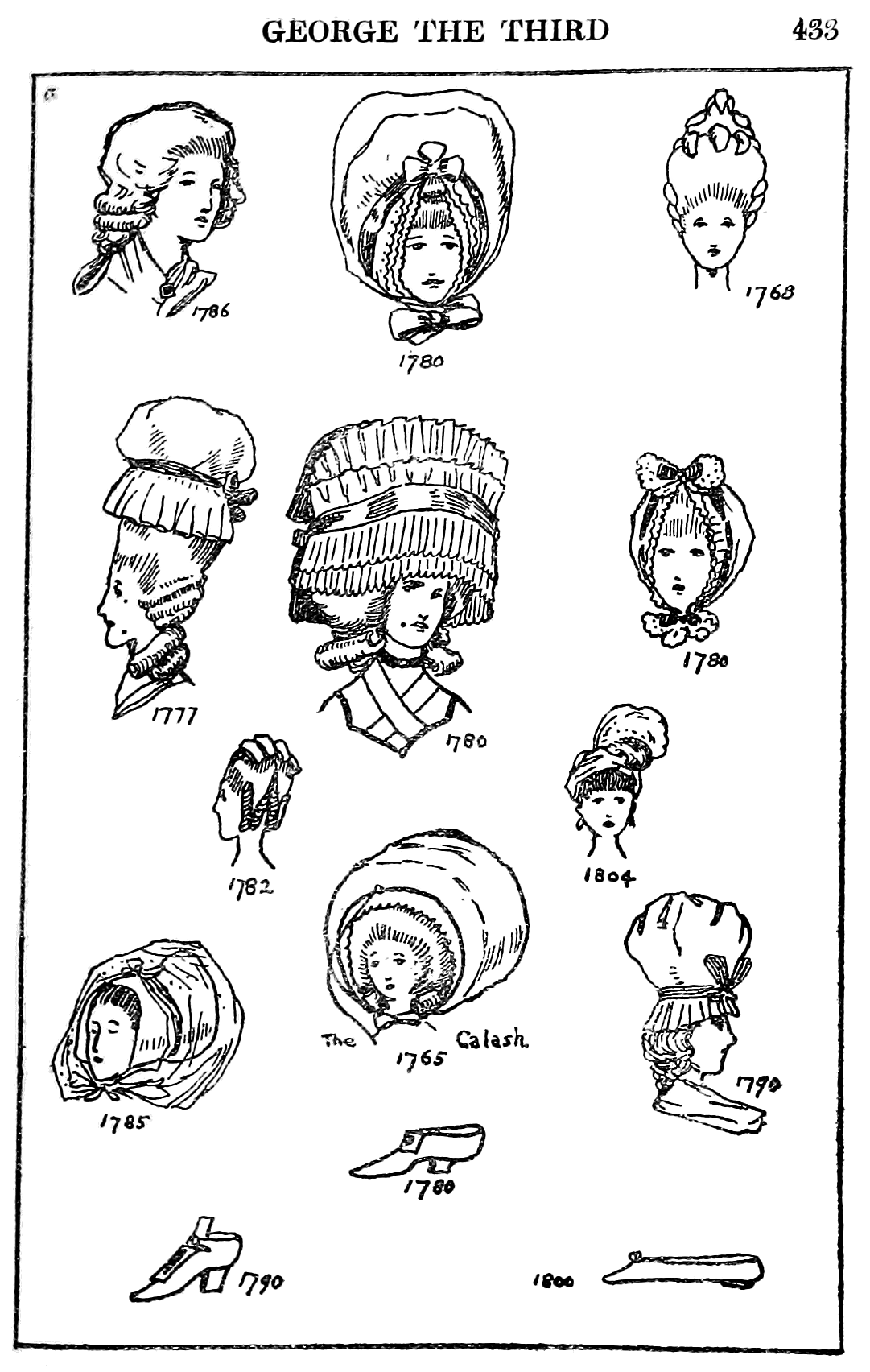
Coiffures et chaussures de l'époque

Cet article présente le costume au XVIIIe siècle.

## Contexte
La mode avait au XVIIIe siècle une influence forte sur les Français. Colbert résume la situation en ces mots : « La mode est à la France ce que les mines du Pérou sont à l’Espagne ». Au XVIIIe siècle, la mode en France réfléchissait les attitudes sociales et politiques, les arts, et bien sûr, la richesse et la classe sociale des gens. Le XVIIIe siècle a apporté un nouveau roi et un nouvel espoir à la France : Louis XV et une période de gaieté succédèrent à la fin rigide, solennelle et endeuillée du règne de Louis XIV. À l’avènement du roi, la lourdeur et les couleurs noires de la période précédente disparurent et furent remplacées par les pastels, la lumière, et une certaine liberté d’esprit. C'était l'époque de la Régence et du Rococo. 
Les maîtresses du nouveau roi (à partir de 1736), les goûts féminins de ce dernier et son amour pour les divertissements, influencèrent la culture du temps. Les arts, le théâtre, l'architecture et la mode s'en ressentirent. Avec le libertinage du régent puis la jeunesse du roi arriva également un sens de la liberté et une joie de vivre qui se reflétaient bien dans la mode de l’époque. À la cour, une certaine frivolité se développait. Le politique et l’administration du pays étaient oubliées par la noblesse et le roi. Les affaires du pays étaient abandonnées aux gens de la classe moyenne pendant que les nobles et la royauté poursuivaient les divertissements et le plaisir. L’éloignement du gouvernement, conjugué à un nouveau scepticisme, a écarté les styles de la mode traditionnelle masculine ; dans la transition du Baroque au Rococo, ce changement a amené les styles élégants, doux, et féminins. Les tissus doux et les motifs à fleurs ont gagné en popularité.

## Costume
Partout à, cette époque, les styles des vêtements sont devenus moins chargés tandis que les tissus devenaient plus précieux. Les silhouettes devenaient plus naturelles et moins volumineuses, et les couleurs commençaient à s’éclaircir vers le style Rococo. Les styles pour les deux sexes ont trouvé une conformité simple. 

### Les hommes

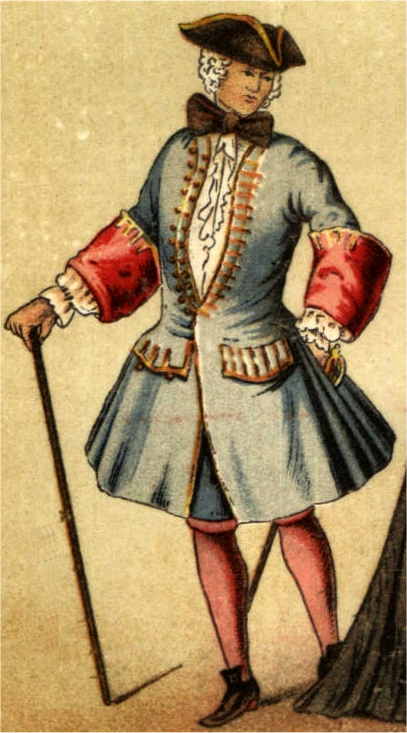
exemple de costume d'homme

L'article de première nécessité pour les hommes était le costume. Chaque homme avait un justaucorps, des culottes courtes, une longue veste, et parfois un jabot blanc. 

Les vestes, généralement de brocart, étaient très ajustées en haut, et en bas, elles s'évasaient du corps, laissant une place pour l'épée pour descendre jusqu'au genou. Les manches sont ajustées  et ornées de galons.

La chemise se porte avec un gilet aussi long que la veste à boutonnage serré et avec des poches basses. La chemise se porte parfois avec un jabot blanc.
Ces hommes mettaient, sous les culottes serrées juste en haut des genoux, des bas de soie (en couleur pour les plus riches). Les chaussures plates et noires avec une boucle finissaient la tenue. Toutes les classes sociales ont mis ces costumes pendant le siècle entier sans beaucoup de changements. 
La coiffure consiste en des rouleaux de cheveux couvrant les oreilles aussi appelés ailes de pigeon ; cette coiffure élaborée entraîne souvent le port de perruque limitant le choix des coupes
Entre les classes économiques et sociales, le style des vêtements ne différait pas vraiment ; mais c’était par les tissus qu'elles étaient facilement distinguées. 

Les classes supérieures utilisaient les soies, les brocarts et le velours pour les costumes et les robes, pendant que les classes populaires et les paysans utilisaient la laine et le coton, qui étaient moins chers. Les vestes de la noblesse avaient les embellissements, des broderies et des douzaines de boutons qui étaient considérés comme des bijoux. Les hommes des classes supérieures mettaient aussi des postiches blancs poudrés avec des boucles de cheveux près du visage et une queue. La classe ouvrière portait les vestes très peu ornées et les cheveux longs en queue de cheval nouée sur la nuque.

### Les femmes

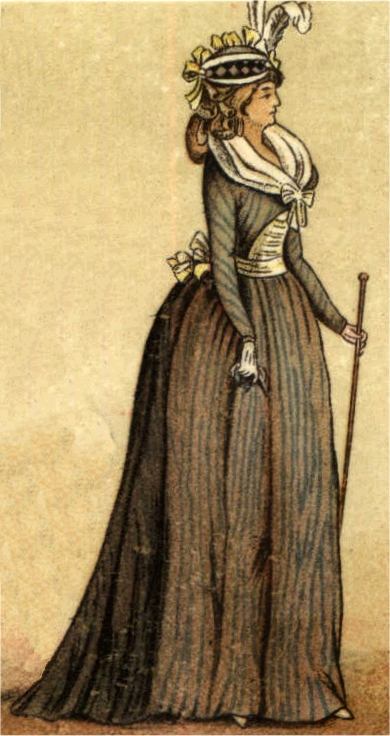
exemple de costume de femme

Se faisant l’écho du gouvernement, les vêtements des femmes de cette époque adoptèrent une mode plus informelle. Les formes des robes devenaient plus naturelles. Comme pour les hommes, ce n'est pas par leur forme mais par leurs tissus que les vêtements des femmes riches différaient de ceux des femmes modestes. 
Pendant la plus grande partie du XVIIIe siècle les femmes portaient des robes flottantes. Elles avaient des jupes amplement drapées par-dessus des paniers. La silhouette des femmes qui les portaient semblait une grande cloche avec une très petite taille et de larges hanches. La plupart des robes étaient à taille basse, en pointe. Sous chaque robe les femmes mettaient un corps baleiné et des jupons. Les corsets étaient essentiels pour obtenir une petite taille et pour maintenir la forme des corsages, et les jupons aidaient à soutenir les paniers sous les jupes. Des plis Watteau couvraient les dos des manteaux et une traîne complétait ces robes élégantes. En 1741, la silhouette des robes a été transformée. Les paniers ont pris de l'ampleur autour des hanches, les jupes se mettant à ressembler à des boîtes. Juste avant que cet engouement ne disparaisse, l’ampleur de certaines de ces robes atteignait quatre mètres. Mais après cette brève lubie, les formes plus naturelles sont revenues. 
Cette mode des robes imposantes et incommodes pour se présenter en société va amener l'apparition du négligé afin de revêtir une tenue confortable chez soi.
Jusqu'en 1720, la mode est à la coiffe dite à la fontange consistant en un bonnet garni d'une forme en fil de fer assez élevée composée de plusieurs degrés garnis de mousseline, de rubans, de fleurs et de plumes. 

Les cheveux ne se coupent plus, on en ajoute même des postiches pour gagner du bouffant. De nombreux accessoires (fleurs, oiseaux, poupée, animaux, etc.) s'ajoutent à la coiffure pour exprimer les goûts de celle qui les portent. La reine Marie-Antoinette lance la mode de la coiffure de style pouf, créée par Monsieur Léonard. Ils se poudrent aussi afin d'être blanc.
Elles portent parfois un laissez-tout-faire qui est un tablier orné qui se porte par élégance.
C'est la mode des ombrelles. Les chaussures sont des escarpins ou des mules en soie à talons très haut.
Comme Louis XV, les femmes riches utilisaient les tissus de luxe pour leurs robes. Le satin, le taffetas, le velours, et les soies étaient populaires, et les robes étaient souvent couvertes de broderie fleurie, dans le style féminin du Rococo. Les bourgeoises utilisaient le coton et la laine et elles mettaient des jupons rigides au lieu de paniers. Le détail et les bijoux manquaient dans les robes de paysans, mais la forme fondamentale restait la même. Sans exception, tout le monde essaie d’être à la mode. Les gens riches, même les paysans, imitaient les styles du roi et de sa cour.
Les classes sociales ont certainement influencé la mode au XVIIIe siècle, mais la mode a également influencé les classes sociales.

### Sources
- Ribeiro, Aileen. Dress in Eighteenth Century Europe. New York: Holmes and Meier, 1984.
- Russell, Douglas. Costume History and Style. New Jersey: Prentice Hall, 1983.
- Encyclopédia Larousse (14)

## Liens
- Galerie des modes et costumes français dessinés d'après nature par les plus célèbres artistes en ce genre... (Paris, 1778-1788) - cartes coloriées à la main du magazine de mode populaire au XVIIIe siècle;
- Collection d'habillements modernes et galants avec les habillements des princes et seigneur... (Paris 1775-1781) - cartes coloriées à la main du magazine de mode populaire au XVIIIe siècle;
- Jupons et Cavalcades